# Toluolsulfonsäuren
Die Toluolsulfonsäuren (oder Methylbenzolsulfonsäuren) bilden eine Stoffgruppe, die sich sowohl von Toluol als auch von der Benzolsulfonsäure ableitet. Die Struktur besteht aus einem Benzolring mit angefügter Methyl- (–CH3) und Sulfonsäuregruppe (–SO2OH) als Substituenten. Durch deren unterschiedliche Anordnung ergeben sich drei Konstitutionsisomere mit der Summenformel C7H8O3S. In erster Linie sind sie als methylsubstituierte Sulfonsäuren anzusehen.

## Vertreter
| Gefahrensymbol |

| Gefahrensymbol | Gefahrensymbol |

| Gefahrensymbol |

## Darstellung
2-Toluolsulfonsäure und 4-Toluolsulfonsäure können durch Sulfonierung von Toluol mit konzentrierter Schwefelsäure gewonnen werden, wobei ein Gemisch der beiden Verbindungen entsteht.